# Violet Piercy
Violet Piercy (24 december 1889, april 1972) was een Engelse marathonloopster, die bekendstaat in de geschiedenis als de eerste IAAF wereldrecordhoudster. 

## Loopbaan
Piercy liep haar wereldrecord van 3:40.22 op 3 oktober 1926 bij de Polytechnic Marathon tussen Windsor en Londen. Deze prestatie hield 35 jaar stand, totdat de Amerikaanse Merry Lepper het op 16 december 1963 verbeterde tot 3:37.07. 
In 1936 liep Piercy voor de tweede keer de Polytechnic Marathon; dit keer was haar tijd 4 uur en 35 minuten.